# 穆莱
穆莱（法語：Moulay，法語發音：[mulɛ]）是法国马耶讷省的一个市镇，属于马耶讷区。

## 地理
穆莱（48°16'22"N, 0°37'42"W）面积8.66 平方千米，位于法国卢瓦尔河地区大区马耶讷省，该省份为法国西北部内陆省份，北起芒什省和奧恩省，西接伊勒-维莱讷省，南至曼恩-卢瓦尔省，东临萨尔特省。
与穆莱接壤的市镇（或旧市镇、城区）包括：马耶讷、拉巴佐日蒙潘松、贝尔雅尔、科梅、孔泰斯、圣博代勒。

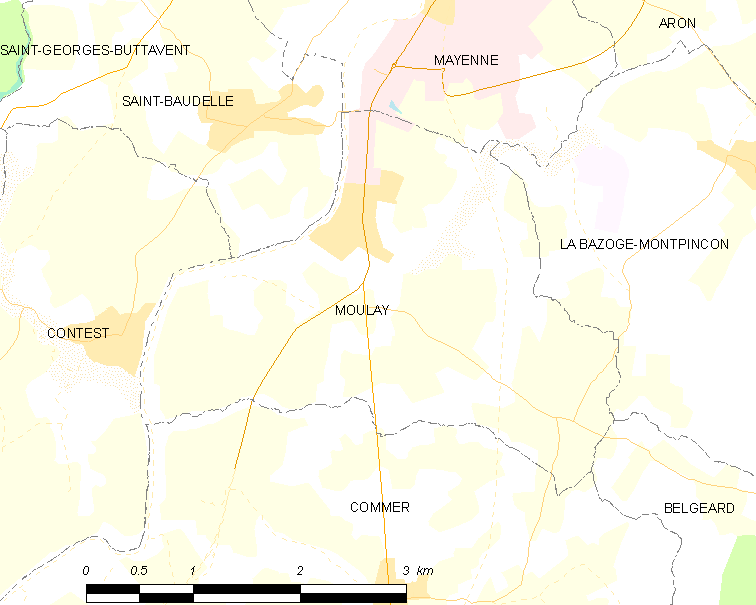
穆莱的OSM定位图

穆莱的时区为UTC+01:00、UTC+02:00（夏令时）。

## 行政
穆莱的邮政编码为53100，INSEE市镇编码为53162。

## 政治
穆莱所属的省级选区为拉赛堡县。

## 人口

1962-2008年间穆莱人口变化图示

穆莱于2022年1月1日时的人口数量为977人。